# تشاو تسز كي
تشاو تسز كي ((بالصينية: 周梓琪)) (من مواليد 12 نوفمبر 1972) هي مبارزة بالسلاح من هونغ كونغ.
شاركت في دورة الألعاب الآسيوية 2006 في الدوحة، قطر.

## روابط خارجية
- تشاو تسز كي على موقع الاتحاد الدولي للمبارزة (الإنجليزية)
- تشاو تسز كي على موقع أوليمبيديا (الإنجليزية)